# Brian P. Schmidt
Brian Paul Schmidt (Missoula, 24 febbraio 1967) è un fisico statunitense naturalizzato australiano, vincitore del Premio Nobel per la Fisica nel 2011, insieme agli statunitensi Saul Perlmutter e Adam Riess, per la scoperta riguardante l'accelerazione dell'universo attraverso lo studio delle supernove.